# ENFP
ENFP (Extraversion, Intuition, Feeling, Perceiving) je jeden z osobnostních typů podle MBTI

## Stručný popis
Člověk ENFP bojuje za svobodu, nesnáší, když někdo někoho napodobuje a ruší tak originalitu. Zaměřuje se především na budoucnost. Jsou to lidé otevřené mysli, pružní, se širokou škálou zájmů a schopností. ENFP je optimista, povzbuzovač týmového ducha, společenský, přizpůsobivý, empatik, ve velkém zastoupení umělců. Potřebuje zpětnou vazbu na sebe samého.

## Charakteristika
Základem života ENFP je svoboda, nezávislost a originalita. Napodobovat někoho či se přetvařovat považují za urážku především sebe sama. Potřebují žit v souladu se svými vnitřními hodnotami.
Jejich dominantní funkce – extravertní intuice – je zaměřuje především na budoucnost. To, co je pomíjivé a co bylo, to bylo a nemá cenu se tím zabývat. Nesnáší rutinní situace, nekonečné opakování pro ně zbytečných detailů, strádají „mezi čtyřmi stěnami“. Vzrušují je nové myšlenky, ale nudí detaily. Jsou to lidé otevřené mysli, pružní, se širokou škálou zájmů a schopností.
Často jsou součástí týmu ne z nějakého praktického hlediska, ale jako iniciátoři a povzbuzovači týmového ducha. Snaží se v lidech najít to nejlepší a občas přehlížejí i do očí bijící špatnosti, jenom aby byl svět stále růžový. Patří mezi věčné optimisty a vůbec jsou nejpozitivnějším typem.
Potřebují společnost, často jenom proto, aby je někdo slyšel, aby měli komu sdělit své myšlenky a nápady. Od okolí potřebují odezvu, slyšet, jací jsou, a konfrontovat své názory.
V mnoha směrech se podobají ESFP, například dokonalé nasátí aktuální atmosféry a přizpůsobení se. Dokáží se ztotožnit s okolím, skvěle zapadnout a po chvíli můžete nabýt dojmu, že je znáte odjakživa. Pokud o někom uslyšíte, že je empatik a že se dokáže takřka dokonale vžít do pocitů či role druhých, je velmi pravděpodobné, že máte tu čest s ENFP.
ENFP jsou, podobně jako jejich blízcí příbuzní ESFP, ve velkém zastoupení v umělecké sféře, především jako spisovatelé či básníci. Tvořiví mistři jazyka a slova s oblibou používají metafory a čtou „mezi řádky“. Jsou studnou nápadů, vytváří nové projekty, kterým se dokáží s obrovským zaujetím věnovat. S chorobnou pravidelností se však stává, že si vezmou příliš mnoho úkolů, než dokáží splnit a ostatní musí jejich rozdělanou práci dotáhnout za ně.